# Mushoku Tensei
Light novelEscrita porRifujin na MagonoteIlustrada porShirotakaEditoraçãoMedia FactoryEditoração lusófona
- BR Panini

Selo editorialMF BooksDemografiaMasculinaData de publicação23 de Janeiro de 2014 – 25 de Novembro de 2022Volumes26
MangáEscrito porRifujin na MagonoteIlustrado porYuka FujikawaEditoraçãoMedia FactoryEditoração lusófona
- BR Panini Comics

RevistaMonthly Comic FlapperDemografiaSeinenData de publicação2 de Maio de 2014 – presenteVolumes22
MangáMushoku Tensei ~ Roxy Datte Honki DesuEscrito porRifujin na MagonoteIlustrado porShoko IwamiEditoraçãoKadokawa ShotenRevistaComic WalkerDemografiaSeinenData de publicação21 de Dezembro de 2017 – 14 de julho de 2023Volumes12
MangáMushoku Tensei ~ 4-koma ni Natte mo Honki DasuEscrito porRifujin na MagonoteIlustrado porNogiwa KaedeEditoraçãoASCII Media WorksRevistaComic Dengeki Daioh "G"DemografiaShōnenData de publicação25 de Outubro de 2018 – 27 de Agosto de 2020Volumes3
AnimeDireçãoManabu OkamotoRoteiroManabu OkamotoMúsicaYoshiaki FujisawaEstúdioStudio BindLicenciamentoFunimationPeríodo de exibição11 de janeiro de 2021 – 19 de dezembro de 2021Episódios23
AnimeMushoku Tensei II: Isekai Ittara Honki DasuDireçãoHirano Hiroki, Ryosuke ShibuyaRoteiroToshiya OonoMúsicaYoshiaki FujisawaEstúdioStudio BindLicenciamentoCrunchyrollPeríodo de exibição10 de Julho de 2023 – presenteEpisódios12
Jogo eletrônicoMushoku Tensei ~ Gēmu ni Natte mo Honki DasuDesenvolvedorasAiming Co., Ltd.GéneroRPGPlataformaiOS / AndroidLançamento 27 de Março de 2021
 Portal de anime e mangá}}
Mushoku Tensei: Isekai Ittara Honki Dasu (無職転生 〜異世界行ったら本気だす〜; lit. "Jobless Reincarnation: I Will Seriously Try If I Go to Another World") é uma série de light novel japonesa de Rifujin na Magonote sobre um homem desempregado e desesperado que reencarna em um mundo de fantasia enquanto guarda suas memórias, determinado a viver sua nova vida sem arrependimentos. Originalmente publicado no site de novelas da internet Shōsetsuka ni Narō desde 22 de novembro de 2012, um ano depois, foi anunciado que a série receberia uma versão impressa sob o selo MF Books da Media Factory com ilustrações feitas por um usuário do Pixiv chamado Shirotaka.
Uma adaptação do mangá por Yuka Fujikawa começou a serialização na edição de junho de 2014 da Monthly Comic Flapper. A Seven Seas Entertainment licenciou os volumes tankōbon do mangá para localização na América do Norte. A empresa também licenciou os light novels originais. No ranking de Syosetu, o romance na web fez aparições cumulativas como a obra mais popular no site. Uma adaptação de série de anime para televisão pelo Studio Bind estreou em janeiro de 2021.

## Enredo
Um japonês NEET de 34 anos, sem nome, é despejado de sua casa após a morte de seus pais. Após alguma auto-introspecção, ele conclui que sua vida foi, em última análise, sem sentido. Ele intercepta um caminhão em alta velocidade indo em direção a um grupo de adolescentes em uma tentativa de fazer algo significativo pela primeira vez na vida e consegue tirar um deles do perigo antes de morrer.[carece de fontes?]
Despertando no corpo de um bebê, ele percebe que foi reencarnado em um mundo de espada e feitiçaria . Ele resolve ter sucesso em sua nova vida, descartando sua identidade passada para sua nova vida como Rudeus Greyrat. Devido ao seu fator genético e treinamento precoce, Rudeus se torna altamente habilidoso em magia. Durante sua infância, ele se tornou aluno de Roxy Migurdia, amiga de Sylphiette e professor de Eris Boreas Greyrat. Pouco depois, uma catástrofe de teletransporte espalha muitas pessoas em todo o mundo, e Rudeus resolve escoltar Eris para casa. Durante sua jornada, Rudeus recebe conselhos do misterioso Deus-Humano e torna-se amigo de Ruijerd Supardia. Escortando Eris para casa com sucesso, um mal-entendido com ela deixa Rudeus com o coração partido.[carece de fontes?]
Dois anos depois, o incidente com Eris deixou Rudeus impotente. Ele se matricula na Ronoa Magic University sob o conselho de Human-God para se curar. Lá, ele se reúne com Sylphiette, que cura sua impotência, e os dois se casam pouco depois. Rudeus recebe um pedido para se juntar à missão de seu pai para salvar sua mãe e ignorar o conselho do deus-humano. Ele se reuniu e desenvolveu um relacionamento romântico com Roxy durante a aventura e a tomou como sua segunda esposa. Ele então é visitado por uma versão futura moribunda de si mesmo, avisando-o de que o Deus-Humano causará a morte de todos os que ama. Para apaziguar o Deus-Humano, Rudeus tenta matar um de seus inimigos, um guerreiro chamado Orsted, mas falha; em vez disso, Rudeus oferece sua lealdade a Orsted em troca da proteção de sua família. Pouco depois, Rudeus toma Eris como sua terceira esposa.[carece de fontes?]
A série continua episodicamente com uma série de arcos de história baseados no trabalho de Rudeus com Orsted para garantir a morte precisa de Humano-Deus, bem como sua vida diária e família em crescimento. Depois que um ataque em grande escala à vida de Rudeus falha, o Deus Humano desiste de seus planos contra ele, optando por tramar contra os descendentes de Rudeus. Rudeus vive o resto de sua vida em paz antes de sua morte natural aos 74 anos.[carece de fontes?]

## Midias

### Web novel e Light novel
Rifujin na Magonote publicou seu trabalho no site de novelas online, Shōsetsuka ni Narō (abreviado para Syosetu); o primeiro capítulo foi carregado em 22 de novembro de 2012. Em novembro de 2013, o autor anunciou que seu trabalho seria lançado como um romance leve sob o selo MF Books da Media Factory ; independentemente disso, o autor declarou sua intenção de continuar publicando seus capítulos online. O ilustrador da novela leve é um usuário Pixiv chamado SiroTaka. A Seven Seas Entertainment licenciou os romances leves para publicação na América do Norte. Eles fizeram mudanças de localização em suas traduções dos romances leves, como suavizar o comportamento pervertido de Rudeus e remover as referências ao estupro. Posteriormente, eles decidiram "reavaliar" suas decisões de localização.
Depois de publicar as primeiras partes de seu trabalho, Rifujin escreveu que pretendia que a série durasse pelo menos cem capítulos. Devido às críticas a seu trabalho, Rifujin considerou encerrar a série prematuramente, mas foi inspirado a continuar quando seu trabalho alcançou o primeiro lugar no ranking diário de Syosetu. Originalmente, o arco da história em que Rudeus se reúne com Aisha era para ser completamente diferente do trabalho publicado. O autor pretendia que Lilia morresse fora da tela e Aisha se escondesse sob uma identidade diferente. No entanto, ele achou a morte de Lilia anticlímax e decidiu contra ela; portanto, ele teve que reescrever o arco da história para que a sobrevivência dela e a falta de contato fizessem sentido. Rifujin afirmou que o arco da história pode ser bizarro devido às mudanças, mas não expressa arrependimento por sua decisão; ele notou que a sobrevivência de Lilia o fez reconsiderar a condição de Zenith na história.

### Mangá
Na edição de maio de 2014 da Monthly Comic Flapper, foi anunciado que a adaptação do mangá de Mushoku Tensei por Yuka Fujikawa iria estrear na edição de junho; embora Yuka seja o autor da série de mangá, os designs dos personagens são creditados a SiroTaka.  A Media Works reuniu os capítulos individuais em volumes tankōbon; o primeiro volume foi lançado em outubro de 2014. Em janeiro de 2015, a Seven Seas Entertainment anunciou o licenciamento da série de mangá para localização na América do Norte sob o título Mushoku Tensei: Jobless Reincarnation .

### Anime
Em 15 de março de 2019, o site oficial da MF Books anunciou que um projeto de adaptação para anime de Mushoku Tensei seria produzido. O anime foi mais tarde anunciado em 18 de outubro de 2019 como uma série de televisão, dirigida por Manabu Okamoto e animada pelo Studio Bind, com Kazutaka Sugiyama desenhando os personagens e Yoshiaki Fujisawa compondo a música. A Egg Firm é creditada pela produção. A série foi originalmente programada para estrear em 2020, mas foi adiada até 11 de janeiro de 2021. 
A música tema de abertura é "The Traveler's Song" (旅人の唄, "Tabibito no Uta") , enquanto a música tema de encerramento é "Only" (オンリー, "Onrī") , ambas interpretadas por Yuiko Ōhara . A Funimation licenciou a série e a está transmitindo em seu site na América do Norte, México, Brasil e Ilhas Britânicas, na Europa através de Wakanim, e na Austrália e Nova Zelândia através de AnimeLab . Muse Comunicação licenciou a série no Sudeste Asiático e Sul da Ásia e está fluindo-lo em seu Muse Ásia YouTube canal, e em iQIYI e bilibili no Sudeste Asiático. Em 13 de fevereiro de 2021, a Funimation anunciou que a série receberia um simuldub, com a estreia do primeiro episódio no dia seguinte.
A 2º temporada de Mushoku Tensei estreou em julho de 2023, e terá duas partes, a primeira parte vai ao ar entre julho e setembro de 2023. E a segunda parte será transmitida entre abril e junho de 2024.

### Jogo
Um jogo de smartphone intitulado Mushoku Tensei ~ Game ni Nattemo Honki Dasu ~ (traduzido: "Mushoku Tensei - Vou tentar seriamente mesmo se for transformado em um jogo") será lançado no início de 2021.

## Recepção
No ranking de Syosetu, o romance na web fez aparições cumulativas como a obra mais popular no site. Os light novels apareceram nas paradas da Oricon e também foram classificadas nas pesquisas de popularidade de novelas do site T-site. No entanto, o personagem principal Rudeus foi criticado pela sua personalidade e atitudes controversas.
Em 8 de fevereiro de 2021, antes da estreia do quinto episódio, a série foi suspensa da rede de streaming chinesa Bilibili devido ao conteúdo polêmico descrito como " imoralidade " por alguns críticos, principalmente um streamer chamado LexBurner, que chamou o anime de "para baixo -alimentadores na hierarquia social ", o que levou os espectadores a deixarem críticas baixas sobre o anime no site de streaming. Isso também fez com que LexBurner, um dos principais streamers de Bilibili, fosse banido do site. Mais tarde, o autor Rifujin na Magonote comentou sobre as ações de LexBurner da seguinte maneira: "Suas palavras são apenas sua opinião pessoal, e ele é livre para ter quaisquer opiniões que desejar. Embora eu esteja descontente com a forma como ele insultou outros espectadores, anime não é feito apenas para pessoas de sucesso, então espero que aqueles que podem apreciá-lo gostem. ", Ele ainda comentou:" Se esse é o tipo de presença online, ele é, às vezes é assim. Mesmo no Japão, existem muitas pessoas como ele, embora possam não ter sua influência. No que me diz respeito, em vez de me envolver com ele, acho que é mais importante ignorá-lo e desenvolver suas próprias comunidades. Obrigado! "  A série também foi criticada por usuárias por ser "misógina e sexualmente sugestiva".